# Rue du Loing
La rue du Loing est une voie publique du 14e arrondissement de Paris, en France.

## Situation et accès
Orientée nord-est/sud-ouest et située dans le quartier du Petit-Montrouge, la rue du Loing débute au 65, rue d'Alésia et se termine au 18, rue Sarrette.
Elle est desservie par la station Alésia de la ligne 4 du métro de Paris,

## Origine du nom
Elle porte le nom du Loing (affluent de la Seine), en raison du voisinage du réservoir de Montsouris où ont été amenées les eaux de cette rivière.

## Historique
La voie est ouverte en 1891 et prend sa dénomination actuelle par arrêté du 28 décembre 1894.